# L’Via L’Viaquez
L'Via L'Viaquez – singel zespołu The Mars Volta wydany w 2005 roku.

## Spis utworów
1. "The Bible & the Breathalyzer" - 5:17
2. "L'Via L'Viaque" (Edit)"
3. "L'Via L'Viaque" (wideo)